# Municipis de Zuberoa

Llista de municipis de Zuberoa, territori d'Iparralde dins el departament dels Pirineus Atlàntics:
- Ainharbe
- Aloze-Ziboze-Onizegaine
- Altzai-Altzabeheti-Zunharreta
- Altzürükü
- Arrokiaga
- Arüe-Ithorrotze-Olhaibi
- Atharratze-Sorholüze
- Barkoxe
- Berrogaine-Lahüntze
- Bildoze-Onizepea
- Domintxaine-Berroeta
- Eskiula
- Etxarri
- Etxebarre
- Ezpeize-Ündüreine
- Gamere-Zihiga
- Garindaine
- Gotaine-Irabarne
- Hauze
- Idauze-Mendi
- Iruri
- Jestaze
- Lakarri-Arhane-Sarrikotagaine
- Larraine
- Lexantzü-Zünharre
- Ligi-Atherei
- Liginaga-Astüe
- Lohitzüne-Oihergi
- Maule-Lextarre
- Mendikota
- Mitikile-Larrori-Mendibile
- Montori-Berorize
- Muskildi
- Ospitalepea
- Ozaraine-Erribareita
- Ozaze-Zühara
- Pagola
- Sarrikotapea
- Sohüta
- Urdatx-Santa-Grazi
- Urdiñarbe
- Ürrüstoi-Larrabile
- Zalgize-Doneztebe